# Montagne de Péclerey
La montagne de Péclerey désigne l'ubac du Bec de Lachat, une montagne de France, sur le versant occidental du massif du Mont-Blanc, en rive gauche de la vallée de Chamonix, au-dessus des hameaux du Tour au nord et de Montroc, des Frasserands et de Trélechamps au nord-ouest.
Le 9 février 1999, après avoir dévalé le versant et traversé l'Arve, une avalanche détruit 14 chalets et fait 12 victimes dans le lotissement des Poses à Montroc.

## Géographie
Le cirque sommital rocheux de la montagne de Péclerey, dominé par le bec de la Cluy, est un site d'accumulation de neige et un départ d'avalanches qui dévalent fréquemment un couloir dont la morphologie et la végétation sont caractéristiques ; elles s'arrêtent généralement soit sur un replat relatif à mi-pente, soit dans le lit majeur rive gauche de l'Arve ; elles traversent rarement le torrent et buttent sur l'escarpement de la rive droite.
Toutefois, les archives de la commune mentionnent qu'en 1843, une avalanche avait traversé la route du Tour qui surplombe la rive droite ; une carte établie en 1908 figure la même chose et certains habitants se souvenaient que le 12 février 1945, l'avalanche que l'on appelait alors « du Grand Lanchy » avait atteint la route.
Le lotissement des Poses comportant 17 chalets était situé au-delà de la route, en face du couloir.
Les documents d'urbanisme successifs relatifs au risque d'avalanche limitaient la zone d'arrêt de l'avalanche à la route, sans traversée. Toutefois en 1991, une révision ignorée de la CLPA avait étendu cette zone au-delà de la route.

## Avalanche de 1999

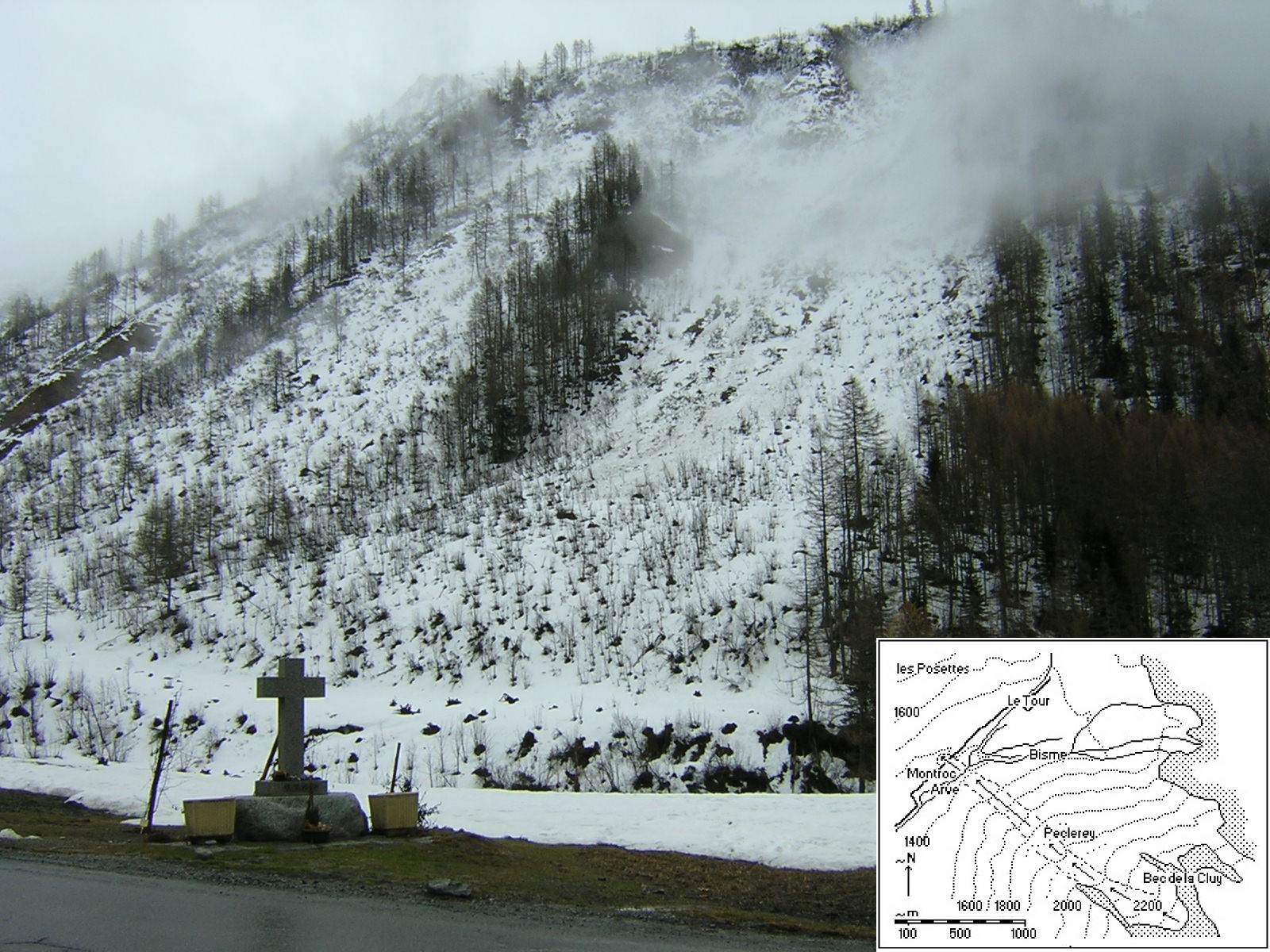
Le couloir du Péclerey et le monument aux morts en 2005.

Le 9 février 1999, après trois jours d'enneigement quasi continu sur plus de deux mètres d'épaisseur, une avalanche en aérosol très rapide de neige poudreuse partie du sommet a tracé le chemin à une avalanche de neige dense, écoulement subhydraulique violent qui a traversé l'Arve et la route à contre-pente sur une largeur d'environ 200 mètres et une vingtaine de mètres de dénivelée pour ensevelir sous une épaisseur dépassant localement six mètres, la majeure partie du lotissement des Poses, détruisant 14 chalets et faisant 12 victimes. Ce lotissement était pourtant situé dans la zone blanche du PPR et donc réputé sans risque.